# North Zanesville
North Zanesville és una concentració de població designada pel cens dels Estats Units a l'estat d'Ohio. Segons el cens del 2000 tenia 3.013 habitants.

## Demografia
Segons el cens del 2000, North Zanesville tenia 3.013 habitants, 1.223 habitatges, i 917 famílies. La densitat de població era de 324 habitants per km².
Dels 1.223 habitatges en un 28,1% hi vivien nens de menys de 18 anys, en un 65,7% hi vivien parelles casades, en un 7% dones solteres, i en un 25% no eren unitats familiars. En el 21,5% dels habitatges hi vivien persones soles l'11,4% de les quals corresponia a persones de 65 anys o més que vivien soles. El nombre mitjà de persones vivint en cada habitatge era de 2,46 i el nombre mitjà de persones que vivien en cada família era de 2,86.
Per edats la població es repartia de la següent manera: un 23,2% tenia menys de 18 anys, un 4,9% entre 18 i 24, un 23,1% entre 25 i 44, un 27,3% de 45 a 60 i un 21,5% 65 anys o més.
L'edat mediana era de 44 anys. Per cada 100 dones de 18 o més anys hi havia 86,1 homes.
La renda mediana per habitatge era de 51.306 $ i la renda mediana per família de 57.684 $. Els homes tenien una renda mediana de 41.838 $ mentre que les dones 30.625 $. La renda per capita de la població era de 25.075 $. Aproximadament el 3,5% de les famílies i el 5,2% de la població estaven per davall del llindar de pobresa.

## Poblacions més properes
El següent diagrama mostra les poblacions més properes.